# 手しおごはん玄
手しおごはん玄（てしおごはんげん）は、株式会社 泰斗が展開する、定食や丼物を中心とする外食チェーンストア。

## 沿革
- 2015年 - 大戸屋の仕掛け人である浅井航一が独立して東京・中野坂上に開店。 2023年現在、東京都内に7店舗を展開。

## 営業地域
- 2023年現在、東京都内に7店舗を展開。

## 特徴
- セントラルキッチン方式ではなく、できるかぎり店舗での手作りとし、レトルトや冷凍食品に頼らない丁寧な工程もさることながら、ハンバーグやコロッケは注文後にタネから成形するのがあたりまえ、漬物にいたっては各店でぬか床に漬けている。

年6回入れ替わる季節の定食など、コロッケひとつ取っても、夏はとうもろこしと枝豆、秋は根菜、冬はカニクリームと年3回変わり、家庭の晩ごはんそのままに一器一菜で提供している。